# Benjamin Rotich
Benjamin Rotich (* 1975) ist ein kenianischer Marathonläufer.
2000 wurde er Dritter beim Frankfurt-Marathon. Einem zweiten Platz beim Barcelona-Marathon 2001 folgte im Jahr darauf ein Sieg an selber Stelle in 2:12:07 h. 2003 wurde er Zweiter in Barcelona und gewann den Köln-Marathon in 2:12:03.
2004 wurde er Vierter beim Hamburg-Marathon in 2:11:49 und Dritter in Frankfurt mit seiner persönlichen Bestzeit von 2:11:45. 2005 wurde er Zehnter in Hamburg und kam in Frankfurt auf den 13. Platz.

## Persönliche Bestzeiten
- Halbmarathon: 1:01:35 h, 12. Mai 2002, Setúbal
- Marathon: 2:11:45 h, 31. Oktober 2004, Frankfurt